# Can Sellarès
|  | Per a altres significats, vegeu «Can Sellarès (Viladecans)». |

Can Sellarès és una casa cantonera al Carrer del Mar de l'Armentera, a cent metres de l'església. És un edifici de planta baixa i pis, que ha estat rehabilitat recentment. És una casa amb dues parts diferenciades, l'esquerra que antigament devia servir com a paller o per a tenir-hi el bestiar que actualment és el garatge.
El costat dret és l'habitatge. De l'edifici cal destacar el primer pis, ja que la planta baixa és d'una gran senzillesa per tenir només un porta d'entrada a la casa, una entrada al garatge i dues petites finestres emmarcades amb carreus. Del primer pis en destaquen dues finestres a cada cos, quadrades les dels extrems i emmarcades per carreus, una de les quals està decorada amb una cornisa amb una inscripció en llatí. Pel que fa a les dues finestres centrals estan també emmarcades per carreus i són d'arc pla. La coberta de la casa és a dues vessants, mentre que la del garatge és a una sola vessant.